# NGC 1349
NGC 1349 este o galaxie LINER situată în constelația Taurul. A fost descoperită în 20 decembrie 1886 de către Lewis A. Swift.